# Vincent Caza
Vincent Caza, né à L'Assomption, dans Lanaudière, le 23 septembre 1976 et mort le 24 décembre 2014, est un auteur-compositeur-interprète québécois.
Ancien roadie des Cowboys Fringants, il délaisse cette carrière pour se consacrer essentiellement à la chanson. Son premier album, Mon seul Dieu, sort le 15 mars 2005. On peut le voir interpréter Rémi dans le vidéoclip des Cowboys Fringants Mon chum Rémi.

## Distinctions
- 2005 - Nomination pour le prix Félix-Leclerc dans le cadre des FrancoFolies de Montréal.

## Œuvres

### Collaborations
En tant que technicien de scène et ami des Cowboys Fringants, Vincent Caza apporte sa collaboration à certaines des œuvres du groupe :
- Il a composé la musique de la chanson Grosse Femme de leur album intitulé Sur mon canapé ;
- Il est apparu dans trois de leurs vidéoclips : Les étoiles filantes, Mon chum Rémi et Marcel Galarneau ;
- En tant qu'artiste invité, il chante dans l'une des chansons de leur album intitulé La Grand-Messe.

### Vidéographie
- L'homme-Confus (2005)